# Phlegetonia violescens
Phlegetonia violescens là một loài bướm đêm trong họ Noctuidae.